# تجارت روم

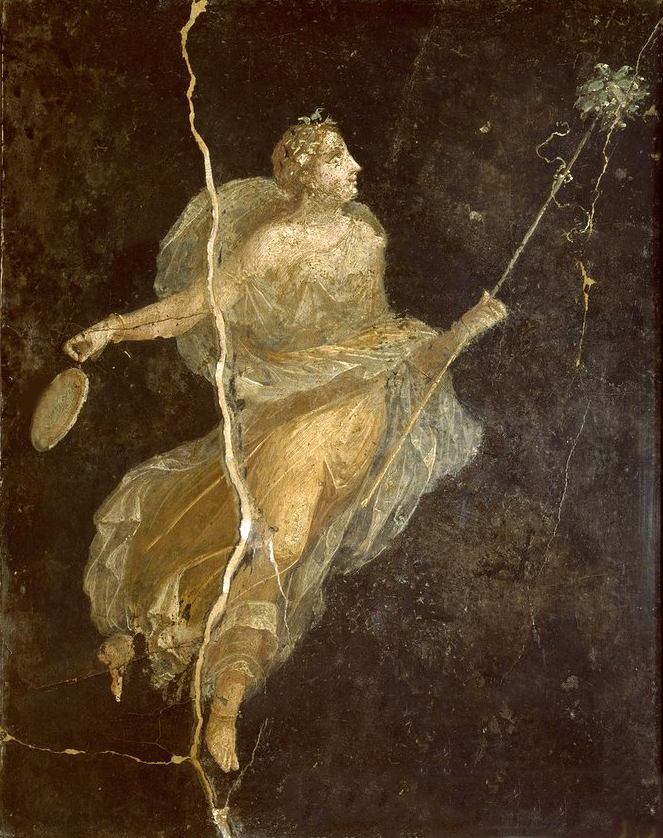
نقاشی دیواری رومی از پمپئی، قرن اول میلادی، میناد را با لباس ابریشمی، موزه ملی باستان‌شناسی ناپل به تصویر می‌کشد. ابریشم از سلسله هان چین از طریق جادهٔ ابریشم وارد شد، کالای تجاری ارزشمندی در دنیای روم بود، در حالی که ظروف شیشه ای رومی از طریق زمین و دریا به چین راه می‌یافتند.

تجارت امپراتوری روم بخش عمده ای از اقتصاد روم در اوایل جمهوری و بیشتر دوران امپراتوری بود. به علت توجه به ارزش‌ها و روندهای باب روز و زبان میانجی کارای لاتین که بهره‌برداری از لژیون روم را امکان‌پذیر ساخته بود در تاریخ‌نگاری و فرهنگ عامه به اساس اقتصادی امپراتوری کم توجهی صورت گرفته‌است. زبان میانجی و لژیون روم در حالی توسط تجارت پشتیبانی می‌شدند که خود بخشی از ستون فقرات آن بودند. رومی‌ها تاجر بودند و طول عمر امپراتوریشان به پشتوانهٔ فعالیت تجاری آنها بود.
در حالی که از نظر قانونی، اعضای سنای روم و پسرانشان در تجارت محدودیت‌هایی داشتند، اعضای طبقهٔ سواره‌نظام جدا از ارزشهای والای طبقهٔ خود که پیگیری‌های نظامی و فعالیت‌های تشریفاتی بود، در کسب و کارها شرکت می‌کردند. پلبیان و آزادگان در بازارها فروشگاه و دکه داشتند، در حالی که بردگان متعدد بیشتر کارهای‌سخت را انجام می‌دادند. همچنین خود بردگان موضوع معاملات تجاری بودند. احتمالاً به دلیل نسبت بالای آنها در جمعیت (در مقایسه با یونان کلاسیک)، فرارها و همچنین، جنگ‌های سرویل و قیام‌های جزئی، تجارت آنها بخشی متمایز از باقی تجارت روم بود.
حسابداری بسیار پیچیده و گستردهٔ تجارت روم با تابلوهای شمارش و چرتکهٔ رومی انجام می‌شد. چرتکه که بر اساس اعداد رومی کار می‌کرد، برای شمارش پول‌ها و واحدهای اندازه‌گیری رومی کاملاً مناسب بود.

## مذاکره کنندگان، سوداگران و دست‌فروش‌ها

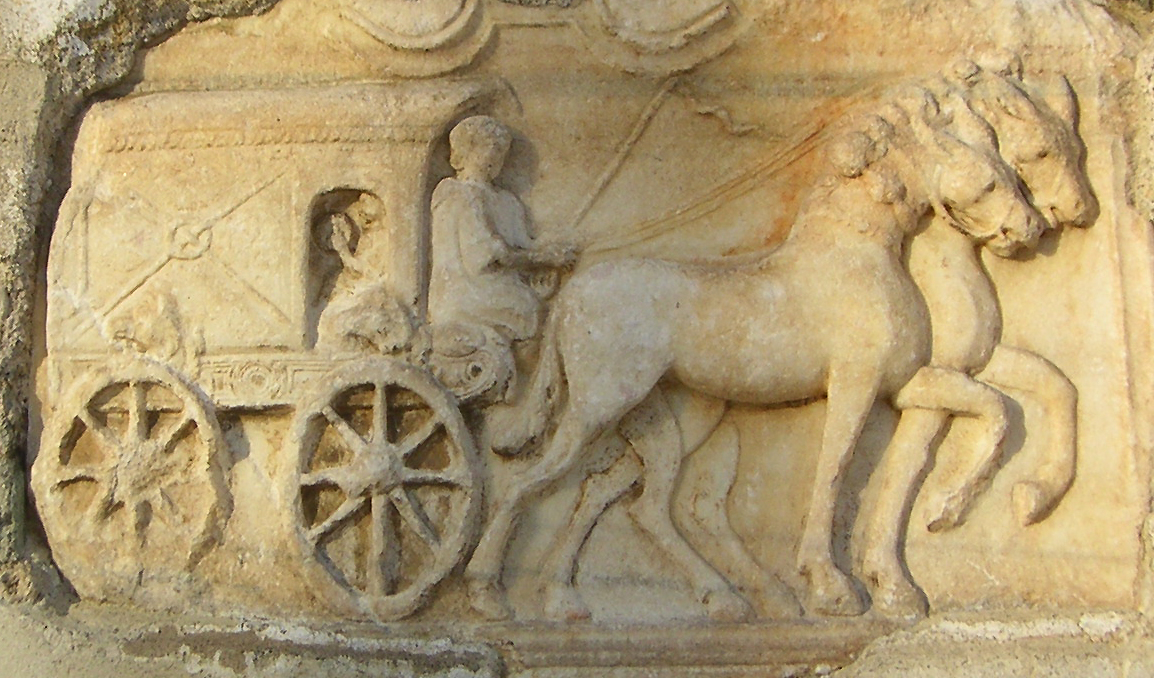
ارابه چهار چرخ رومی

مذاکره کنندگان بخشی از بانکداران محسوب می‌شدند زیرا آنها با وام‌های با بهره می‌دادند. آنها همچنین کالاهای اساسی را به صورت عمده خریداری و می‌فروختند یا به مقدار عمده کالا تجارت می‌کردند. دلالان نقره به عنوان عامل برگزار کننده مزایده‌های عمومی یا خصوصی عمل می‌کردند، از سپرده‌های پولی شهروندان نگهداری می‌کرد، رسید(چک) افراد را نقد می‌کردند و به عنوان صراف خدمت می‌کردند. آنها کتاب‌ها و جدول‌هایی دقیق نگه‌داری می‌کردند که از نظر دادگاه‌ها اثبات قانونی به حساب می‌آمدند. در برخی موارد، دلالان نقره به عنوان زیرمجموعه ای از مذاکره کنندگان و در برخی دیگر به عنوان یک گروه جدا از یکدیگر در نظر گرفته می‌شوند.
ٔدلالان نقره بعضی اوقات همان کارهایی را انجام می‌دادند که جدول‌داران، که بانکداران عمومی منصوب دولت بودند، انجام می‌دادند. مرکاتورها معمولاً از پلبی‌ها یا آزادگان بودند. آنها در بازارهای‌فضای‌باز یا مغازه‌های‌سرپوشیده، غرفه‌های‌باربری یا کنار جاده برای مبادله‌ی‌کالا حضور داشتند. آنها همچنین در حین کارزارها در نزدیکی اردوگاه‌های نظامی روم حضور داشتند، به سربازان غذا و لباس می‌فروختند و بابت هرگونه غنیمت ناشی از فعالیت‌های نظامی پول نقد می‌پرداختند.
اطلاعاتی در مورد اقتصاد فلسطین روم از منابع یهودی در حدود قرن ۳ میلادی وجود دارد. دستفروش(روچل)ها ادویه و عطر برای مردم روستا می‌بردند. این نشان می‌دهد که منافع اقتصادی امپراتوری حداقل به سطوح بالای دهقانان رسیده‌است.

## زیرساخت‌های تجاری

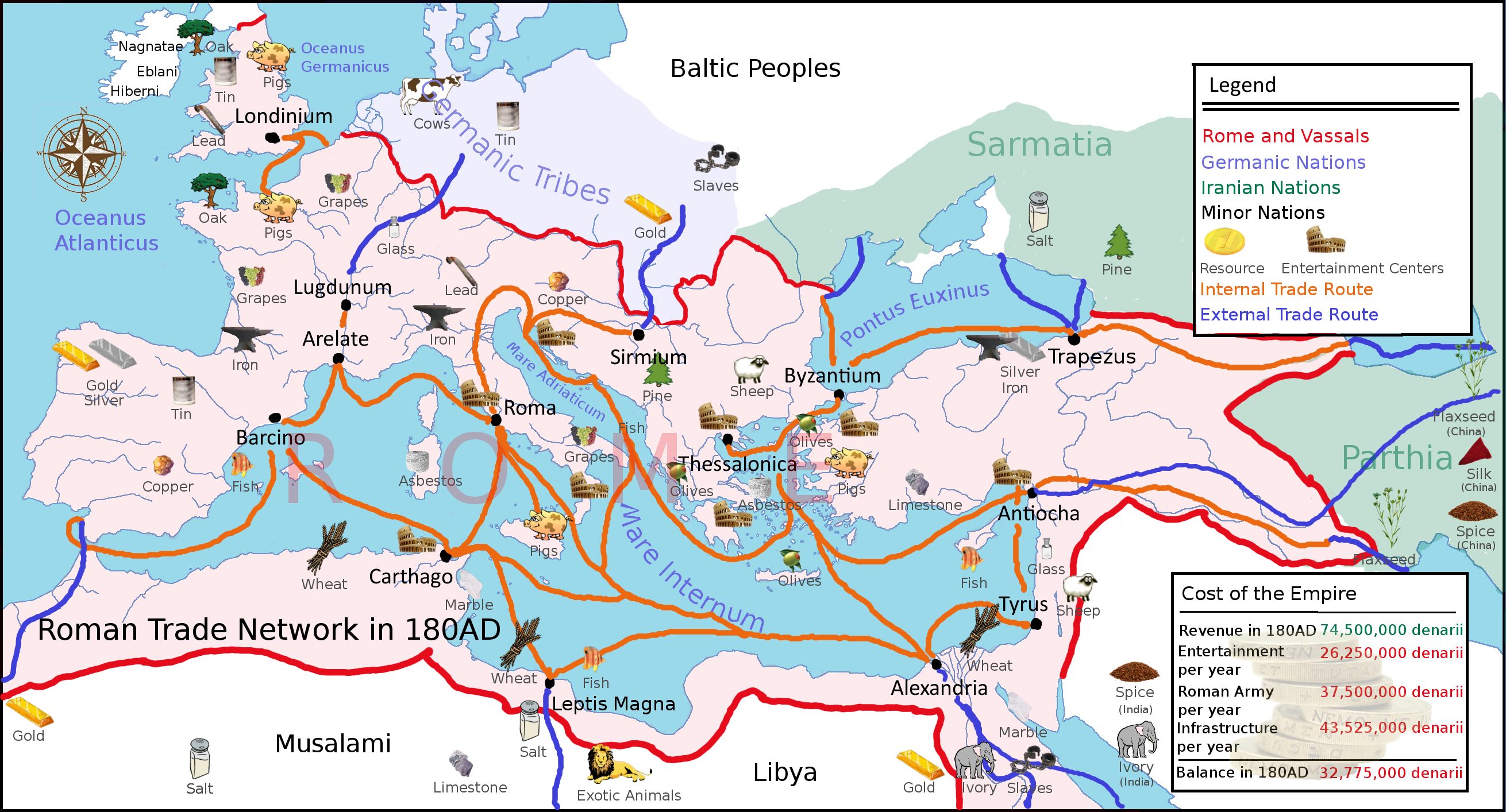
راه‌های اصلی داخلی و خارجی تجارت روم، سال ۱۸۰میلادی

تالار روم در روم باستان بازاری بود که کالاهای عمومی را عرضه می‌کرد. حداقل چهار بازار بزرگ دیگر برای کالاهای خاص مانند گاو، شراب، ماهی و گیاهان و سبزیجات وجود داشتند، اما تالار روم بیشترین رونق را به خود اختصاص داده بود. همهٔ شهرهای جدید، مانند تیمگاد، طبق یک طرح مشبک شهری که حمل و نقل و تجارت را تسهیل می‌کرد، شکل گرفته بودند. شهرها با جاده‌های خوبی به هم متصل می‌شدند. رودخانه‌های قابل قایقرانی به‌طور گسترده‌ای مورد استفاده قرار می‌گرفتند و کانال‌هایی حفر شده بودند اما از هیچ‌یک از آنها تاریخ‌نگاری روشنی مانند جاده‌ها به جا نمانده‌است که باعث کم‌توجهی به آنها شده‌است. حفظ صلح عاملی اصلی در گسترش تجارت بود. همه سکونتگاه‌ها، به ویژه کوچکترها، می‌توانستند در موقعیت‌های استراتژیک اقتصادی قرار بگیرند. قبل و بعد از امپراتوری، موقعیت‌های دفاعی بالای تپه برای سکونتگاه‌های کوچک ترجیح داده می‌شدند، در حالی که دزدان دریایی، تقریباً همهٔ سکونتگاه‌های ساحلی به جز شهرهای بسیار بزرگ را تهدید می‌کرند.

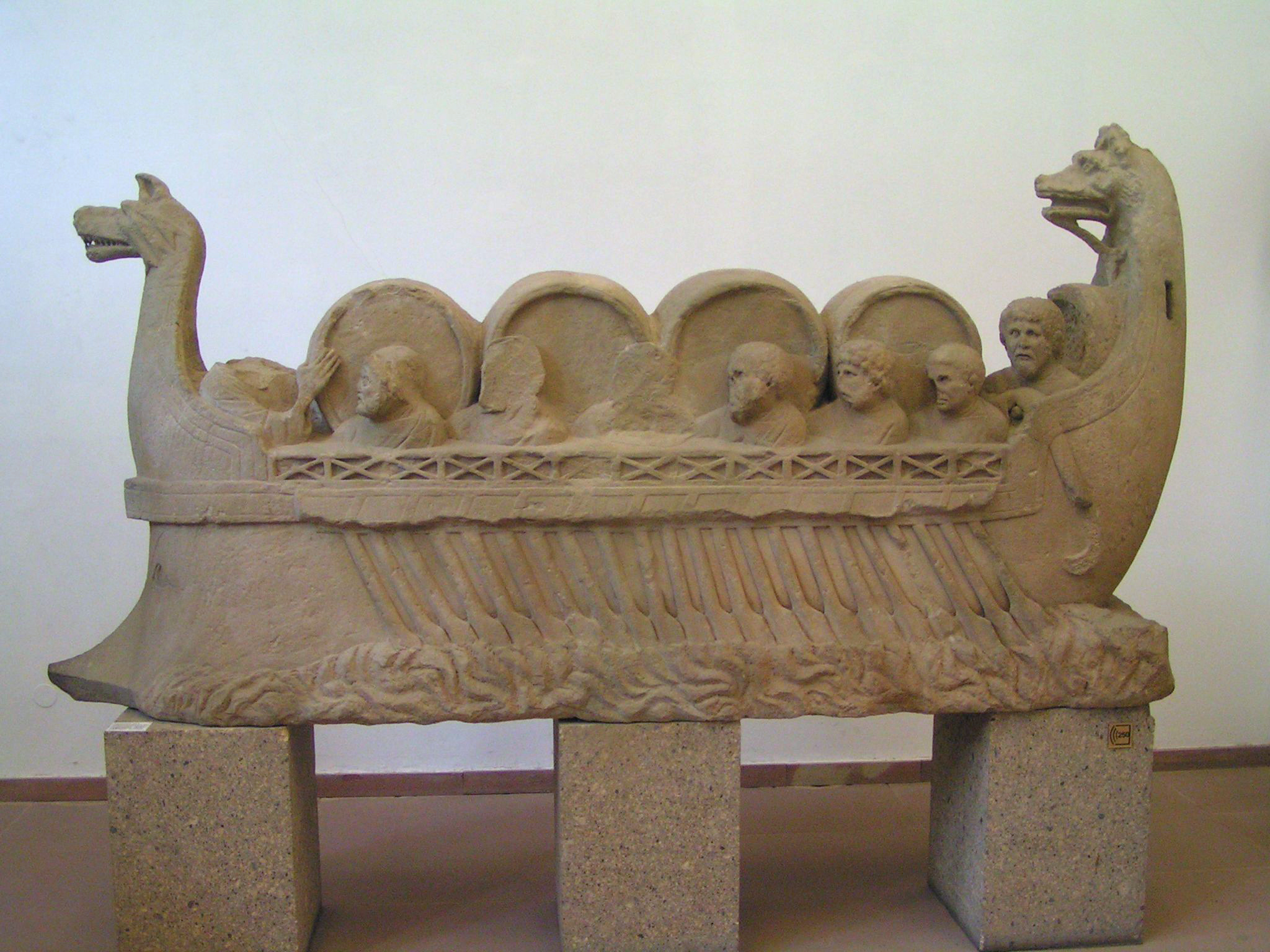
کشتی رودخانه‌ای حامل بشکه که احتمالاً شراب باشد

در قرن اول میلادی، استان‌های امپراتوری روم حجم عظیمی از کالاها را از طریق مسیرهای دریایی با یکدیگر معامله می‌کردند. تمایل به تخصص‌گرایی، به‌خصوص در بخش‌های صنعت، کشاورزی و معدن در حال افزایش بود. برخی از استانها در تولید انواع خاصی از کالاها تخصص داشتند، از جمله غلات در مصر و آفریقای شمالی و شراب و روغن زیتون در ایتالیا، هیسپانیا و یونان.
اطلاعات دربارهٔ اقتصاد روم به طرز چشمگیری ناقص است. عمده کالاهای مورد معامله، کالاهای کشاورزی بودند که به‌طور معمول آثار مستقیمی بر جای نمی‌گذارد. شواهدی از تجارت از راه دور انجیر، کشمش و خرما و علاوه بر آن در مواردی بسیار استثنایی، فلفل، بادام، فندق، مخروط‌های کاج چتری، گردو، نارگیل، زردآلو و هلو وجود. معاملات شراب، روغن زیتون و گاروم (سس ماهی تخمیر شده) به لطف آمفورها پر رونق بود. منبعی در مورد صادرات مربا و مارمالاد از سوریه به روم وجود دارد.

### مسیرهای زمینی
حتی قبل از شکل‌گیری جمهوری، پادشاهی روم با استفاده از رودخانه تایبر به تجارت منظم مشغول بود. قبل از اینکه جنگ‌های پونی ماهیت تجارت در منطقهٔ مدیترانه را کاملاً تغییر دهد، جمهوری روم مبادلات تجاری مهمی با شهر رقیب خود کارتاژ داشت. به صورتی که علاوه بر تجارت خرده فروشی ساده، چندین توافق‌نامه تجاری و سیاسی بین آنها منعقد شده بود. امپراتوری روم از طریق جاده ابریشم با چینی‌ها (از طریق اشکانیان و واسطه‌های دیگر) تجارت می‌کرد.

### مسیرهای دریایی
باستان‌شناسی دریایی و نسخ‌خطی مربوط به دوران باستان کلاسیک شواهدی از ناوگان تجاری عظیم رومی نشان می‌دهد. مهمترین بقایای موجود از این تجارت، زیرساخت‌های باقی‌مانده بندرها، خال‌ها، انبارها و فانوس‌های دریایی در بندرهایی مانند چیویتاوکیا، استیا، پرتوس، لپتیس مگنا و قیصریهٔ دریایی است. در خود رم، مونته تیستاچو گواه مقیاس این تجارت است. مانند اکثر فناوری‌های رومی، کشتی‌های تجاری دریایی روم پیشرفت چشمگیری نسبت به کشتی‌های یونانی در قرون گذشته نداشتند، اگرچه به نظر می‌رسد پوشش سرب بدنه برای محافظت بیشتر بوده‌است. رومی‌ها از کشتی‌های بادبانی دوردار استفاده می‌کردند. محافظت مداوم پلیس مدیترانه ای طی چندین قرن یکی از عوامل اصلی موفقیت تجارت روم بود، با توجه به اینکه جاده‌های روم بیشتر برای پا یا سم طراحی شده بودند تا چرخ --بیشتر حمل‌ونقل زمینی با قاطر انجام می‌شد-- و نمی‌توانستند از حمل و نقل اقتصادی کالا در مسافت‌های طولانی پشتیبانی کنند. کشتی‌های رومی می‌توانستند طعمه‌ای آسان برای دزدان دریایی باشند، در حالی که ناوگان لیبرنا و ترایرم نیروی دریایی روم مانع این امر می‌شدند.

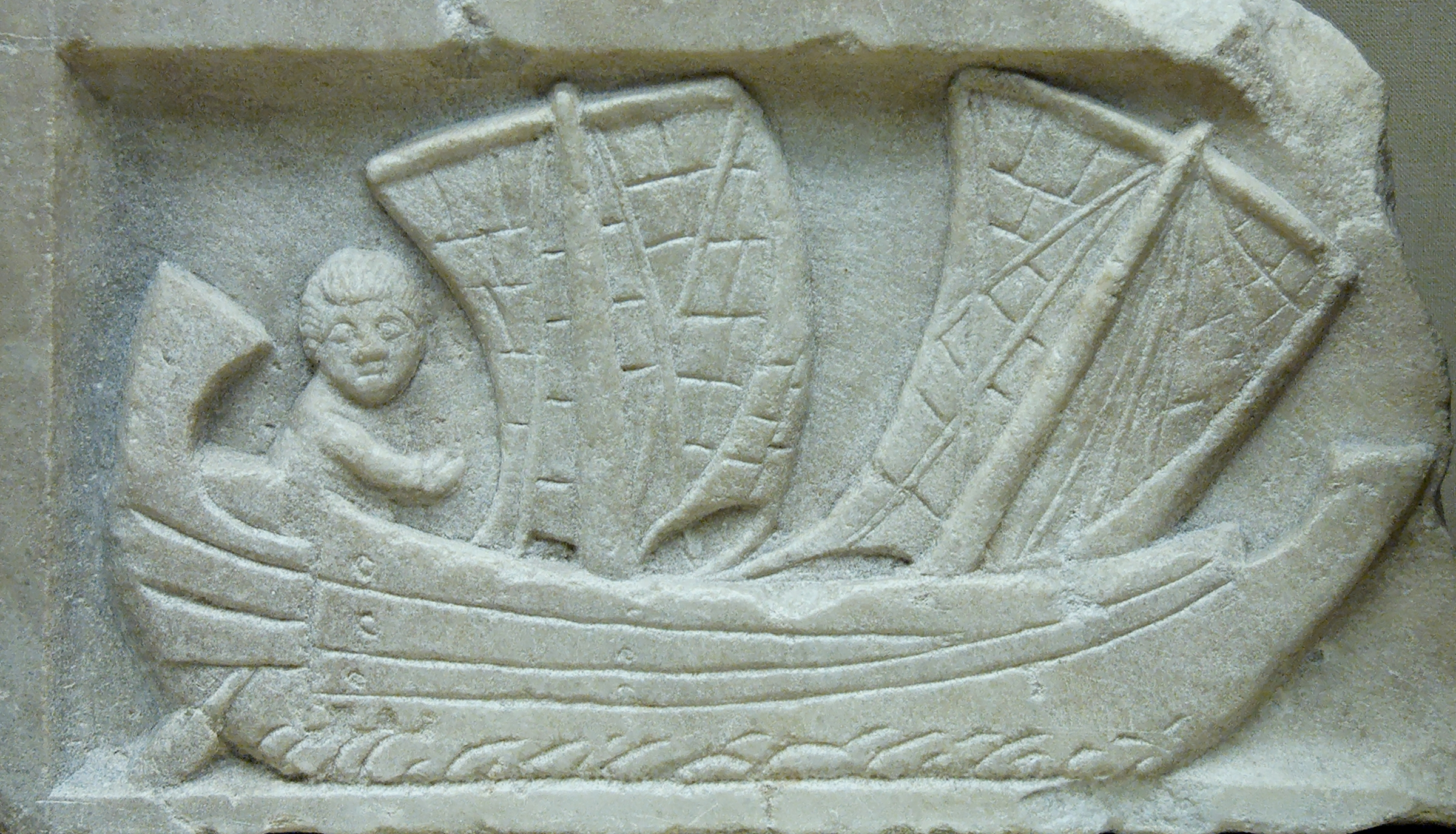
یک کلک کوچک

کالاهای کم ارزش مانند غلات و مصالح ساختمانی فقط از طریق مسیرهای دریایی معامله می‌شدند، چون هزینه‌هاس حمل و نقل دریایی ۶۰ برابر کمتر از حمل و نقل زمینی بود. کالاهای اساسی مانند غلات برای تهیه نان و طومارهای پاپیروس برای تولید کتاب به‌طور مداوم از مصر بطلمیایی به ایتالیا وارد می‌شدند.
تجارت بر پهنهٔ اقیانوس هند در قرن ۱ و ۲ میلادی شکوفا شد. ملوانان به لطف باران‌های موسمی اقیانوس را درمی‌نوردیدند و از بنادر برنیس، لکوس لیمن و میوس هرموس در ساحل مصر رومی دریای سرخ به بنادر موزیریس و نلکیندا در ساحل مالابار سفر می‌کردند. شرکای اصلی تجاری روم در جنوب هند سلسله‌های تامیل، پاندیا، چولا و شرا بودند. آثار رومی بسیاری در هند پیدا شده‌است. به عنوان مثال، در سایت باستان‌شناسی آرکیامدو، درپودوچری. شرح دقیق بنادر و کالاهای تجاری در اطراف اقیانوس هند را می‌توان در اثر یونانی رهنامهٔ دریای اریتره یافت.

### وزن و معیارهای استاندارد
استانداردی به نام آمفورا "amphora capitolina"، در معبد ژوپیتر روی تپه کاپیتول در رم نگه داشته می‌شد، به طوری که دیگر آمفوراها می‌توانستند با آن مقایسه شوند. سیستم اندازه‌گیری رومی بر اساس سیستم یونانی با تأثیرات مصری ساخته شد و بیشتر تمرکز آن روی وزن بود. واحدهای رومی دقیق و مستند بودند. فاصله‌ها توسط کارگزاران دولت اندازه‌گیری و به‌طور سیستماتیک روی سنگ مشخص می‌شدند.
یک ارز نسبتاً استاندارد، پایدار و در دسترس، حداقل تا ۲۰۰ سال پس از میلاد، کارهای زیادی برای تسهیل تجارت انجام داد. (مصر در این دوره پول خاص خود را داشت و برخی از استان‌های دیگر نیز سکه‌های خود را صادر می‌کردند)

## مراوده با هند و چین
اسکندر بزرگ تا هند فتح را کرده بود. آورده شده‌است که خدای رومی باکوس نیز به آنجا سفر کرده‌است. خاور دور مانند آفریقای جنوب صحرا برای رومی‌ها سرزمینی مرموز بود.

### هند

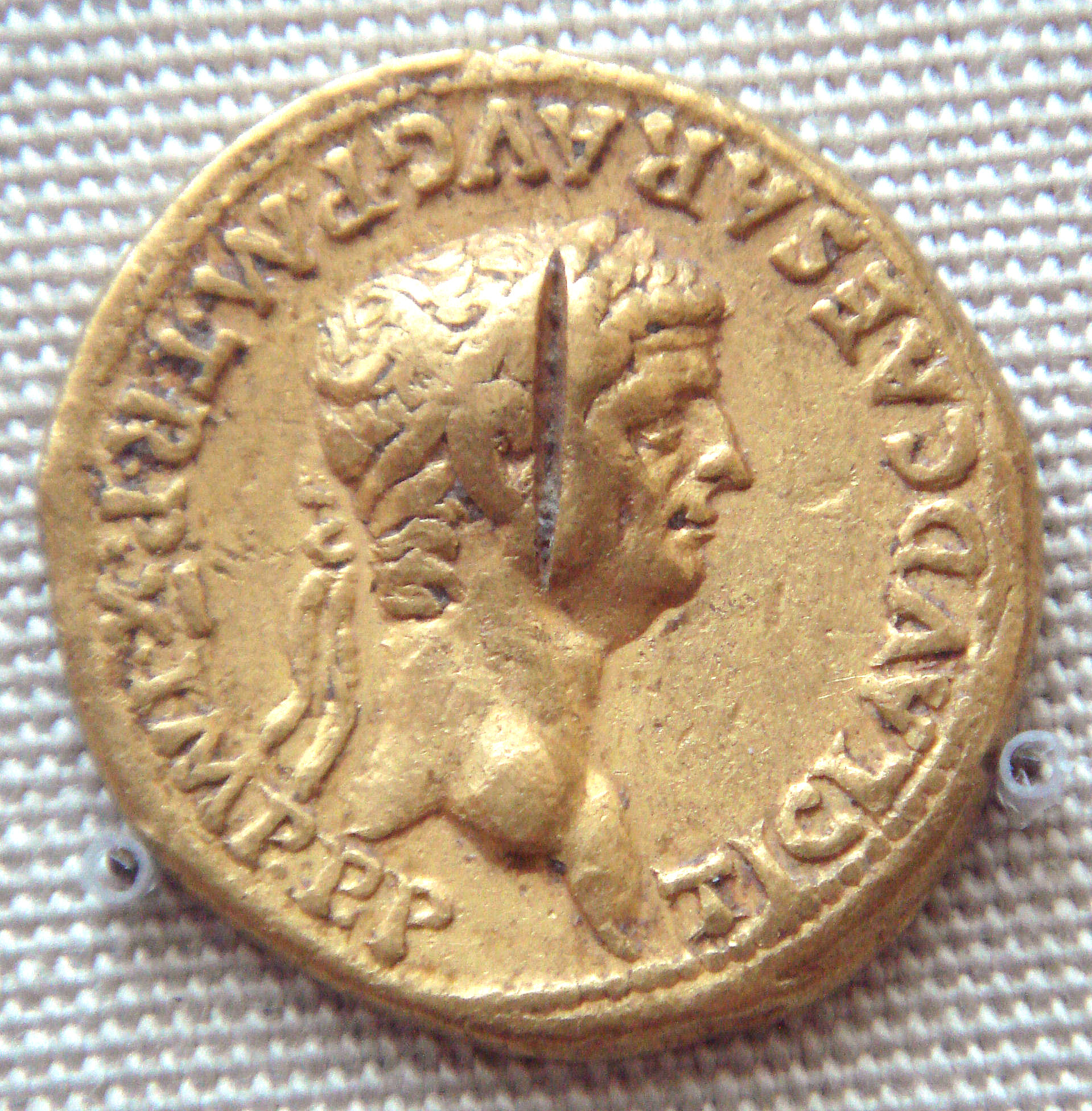
سکه طلای کلادیوس (م. ۵۱–۵۰) در حفاریی در هند جنوبی یافته شده‌است.

در بین مشاوران آگوستوس یک هندی وجود داشت و سفرایی از هند را میزبانی می‌کرد.. یکی که در ۲۵ سال قبل از میلاد در اسپانیا با او ملاقات کرد و دیگری در ۲۰ سال پیش از میلاد در ساموس با او ملاقات کرد.
تجارت در پهنهٔ اقیانوس هند در قرن ۱ و ۲ میلادی شکوفا شد. ملوانان با استفاده از باران‌های موسمی به عبور از اقیانوس از بنادر برنیس، للوس لیمن و میوس هرمس در دریای سرخ ساحل رومی مصر به بنادر موزیزیس و نلکیندا در ساحل مالابار. شرکای اصلی تجاری در جنوب هند سلسله‌های تامیل، پاندیاس، چولا و چرا بودند. شرح دقیق بنادر و کالاهای تجاری در اطراف اقیانوس هند را می‌توان در منبع یونانی رهنامه دریای اریتره یافت. در متون لاتین، اصطلاح هندی(Indi)همهٔ آسیایی‌ها، هندی‌ها و اقوام دور تر از آنها را مشخص‌کرده‌است.
عمده کالاهای وارداتی از هند ادویه جاتی مانند فلفل، هل، میخک، دارچین، چوب صندل و سنگهایی قیمتی مانند مروارید، یاقوت، الماس، زمرد و عاج بودند. در عوض رومی‌ها نقره و طلا را می‌پرداختند. انبوهی از سکه‌های رومی در جنوب هند در طول تاریخ تجارت روم و هند پیدا شده‌است. اشیا رومی در هند در شهر بندری آریکامدو، که یکی از مراکز تجاری بوده، پیدا شده‌است.
پمپونیوس ملا در مورد وجود گذرگاه شمال شرقی از دریای خزر (در دوران باستان معمولاً تصور می‌شد این دریا به اقیانوسشمال راه دارد) به اقیانوس شمالی سخن گفته‌است.

### چین
شواهد باستان‌شناسی قابل توجهی وجود دارد که نشان می‌دهد تاجران رومی در جنوب شرقی آسیا حضور داشتند، که تقریباً توسط بطلمیوس در جغرافیای‌خود نقشه‌کشی شده بود، خشکی مجاور سینوس مگنوس (یعنی خلیج تایلند و دریای چین جنوبی) که بطلمیوس آن را سینا نامگذاری کرد. شهر بندری آنها " کاتیگارا " واقع در آن سوی شبه جزیره مالایا، جایی که یک ملوان یونانی به نام اسکندر به آن سفر کرده‌است، احتمالاً اقامتگاهی باستانی در اُک اِئو، در ویتناماست، جایی که آثار رومی مربوط به دوره آنتونین مانند مدالیون‌های سلطنت آنتونینوس پیوس (حدود م. ۱۶۱–۱۳۸) و مارکوس اورلیوس (حدود م. ۱۸۰–۱۶۱) یافت شده‌است. به نظر می‌رسد یک واقعه ثبت شده در Weilue چینی و تاریخ هان متاخر، در سال م. ۱۶۶ ارتباط مستقیمی با این مقوله داشته باشد، زیرا این متون ادعا می‌کنند که سفرایی از " Daqin " (یعنی امپراتوری روم) توسط حاکم آنها "An Dun" (چینی: 安敦؛ یعنی یا آنتونینوس پیوس یا مارکوس اورلیوس آنتونینوس) در استان جنوبی جیاوژی (یعنی ویتنام شمالی) لنگر انداختند و خراج و هدایایی به امپراتور هوان هان حاکم چین اهدا کردند. رافه د کرسپینی و وارویک بال ادعا می‌کنند که آن‌ها به احتمال زیاد بازرگانان رومی بوده‌اند، نه دیپلمات‌های رسمی فرستاده شده توسط مارکوس اورلیوس (با توجه به عدم وجود این رویداد در منابع رومی).
علیرغم دو گروه سفرای دیگر روم که در منابع چینی قرن سوم و چندین کشور دیگر توسط امپراتوری بیزانس ثبت شده‌است (چینی: 拂 菻؛ پینیین: Fú lǐn)، فقط شانزده سکه رومی از دوران سلطنت تیبریوس (تقریباً م. ۳۷–۱۱۴) تا اورلیان (حدود م. ۲۷۵–۲۷۰) در چین در شیان پیدا شده‌است که کم‌تر از مقدار سکه‌های متاخر روم شرقی (به عنوان مثال بیزانسی)، سکه‌هایی از قرن ۴ به بعد- است. با این وجود تمام این مقدار از سکه‌های رومی یافته شده در هند کمتر است، همان جایی که رومی‌ها بیشتر ابریشم چینی خود را خریداری کرده‌اند. به همین علت، تجارت ادویه پراهمیت تر از ابریشم در اقتصاد روم باقی مانده‌است.
"Weilüe"، یک متن چینی از قرن سوم میلادی، محصولات امپراتوری روم و مسیرهای رسیدن به روم را تشریح می‌کند.

## تجارت و دین
مرکوری، که در اصل فقط خدای مرکاتورها و تجارت غلات بود سرانجام خدای همه کسانی شد که درگیر فعالیتهای تجاری بودند. در جشن مرکوری''(Mercuralia)'' در تاریخ ۱۴ می، تاجران رومی مراسم از خودگذشتگی مناسبی را برای مرکوری انجام می‌دادند و از او می‌خواستند تا تقصیراتی را که ناشی از کلاهبرداری‌هایی که با مشتریان و تأمین کنندگانش کرده بودند از آن‌ها و متعلقاتشان برطرف کند.

## نخبگان و یک ذهنیت دوگانه در تجارت
لیوی با استناد به (م. ۲۱۸)Lex Claudia سناتورها و فرزندانشان را از داشتن کشتی‌هایی با ظرفیت بیش از ۳۰۰ آمفور (حدود هفت تن) منع می‌کند، هنگامی که سیسرون حمله به ورس از این قانون نام می‌برد، بدون شک آنها هنوز در تجارت شرکت می‌کردند، با این حال او هیچ حرکتی برای متهم کردن ورس انجام نمی‌دهد.
سناتورها با این وجود، همچنان مجاز به مالکیت و استفاده از کشتی‌ها کوچک‌تر از حد ممنوع بودند. کاتو هنگام اظهار نظر در مورد مکان احداث یک مزرعه، به‌طور خاص از ساخت آن در نزدیکی رودخانه، جاده یا بندر قابل دسترسی برای حمل و نقل کالا سخن گفته‌است. تعارض با ادعای لیوی مبنی بر این‌که تمام سودهای حاصل از تجارت توسط یک سناتور بی آبرویی او است. سناتورها معمولاً از مأموران آزاد و بردگان به عنوان راه گریز از محدودیت‌های قانونی استفاده می‌کردند و در نتیجه به خود اجازه می‌دادند منابع درآمدی خود را متنوع کنند.
این بدان معنا نیست که به دست آوردن ثروت مطلوب نیست، پلینی اشاره می‌کند که یک مرد رومی باید با روش‌های شرافتمندانه ثروت زیادی به دست آورد و پولیبیوس مقایسه ای بین نگرش‌های کارتاژ و روم نسبت به سود حاصل از تجارت انجام می‌دهد؛ بنابراین سردرگمی در نقش نخبگان در تجارت آغاز می‌شود، زیرا ترنس می‌نویسد که تجارت در مقیاس بزرگ هیچ مشکلی ندارد، وارد کردن مقادیر زیادی محصول از سراسر جهان کاملاً شرافتمندانه و قانونی است، به خصوص اگر منجر به فعالیت موفق تاجر در خرید زمین و سرمایه‌گذاری در کشاورزی روم شود، آنچه بی آبرویی است، تجارت در مقیاس کوچک است. همان‌طور که تاسیتوس وقتی در مورد مشارکت سمپرونیوس گراچیوس در تجارت خرده فروشی سخن می‌گوید، تجارت کوچک را مجدداً مبتذل می‌خواند.
کاتو خود درگیر تجارت بود، البته چون این کار یک شغل خطرناک بود، خود او در این مورد هشدار داده‌است، شاید این یکی از دلیل استناد به کنار گذاشتن سناتورها از تجارت بود، افزون بر آن آنها با یک شکست سخت در تجارت زیر آستانه مالی سناتور بودن قرار می‌گرفتند، در حالی که مالکیت زمین سرمایه‌گذاری بسیار مطمئن تری برای آنها بود. پلوتارک مشارکت کاتو در تجارت را با جزئیات کامل توصیف می‌کند، و نشان می‌دهد که چگونه او با یک واسطه (آزاده‌ای به نام کوینتیو) اداره تجارت خود از طریق یک گروه پنجاه نفری دیگر را انجام می‌دهد.
محدودیت تجارت سناتورها در ابتدا از طریق تریبون پلبی‌ها، طبقه ای از افراد که محدودیت‌ها شامل آنها نمی‌شد، تصویب شد. گمان می‌رود که این اصلاحات می‌توانستند تلاش طبقه سواره نظام و سایر بازرگانان ثروتمند برای بیرون راندن سناتورها از فعالیت‌های تجاری باشند که به سرعت در حال گسترش بود.

## طبقه‌های تجاری
اکثر مردم امپراتوری روم در مناطق روستایی زندگی می‌کردند، بخش کوچکی از مردم به تجارت مشغول بودند که بسیار فقیرتر از نخبگان بودند. تولیدات صنعتی کم بود، به این دلیل که اکثریت ضعیف، قادر به پرداخت هزینه‌های محصولات نبودند. این واقعیت مانع پیشرفت تکنولوژی شد. شهرنشینی در قسمت غربی کشور نیز محدود بود. تعدد بردگان نقش بیشتری از فناوری در تولید صنعتی ایفا می‌کرد.